# ケラルト・カステリェト
ケラルト・カステリェト・イバーニェス （Queralt Castellet Ibáñez, 1989年6月17日 - ）は、スペイン・カタルーニャ州バルセロナ県のサバデイ出身の女子スノーボード選手。
2006年のトリノオリンピックに出場し女子ハーフパイプで26位、スノーボード世界選手権では10位に終わる。2007-08スノーボード・ワールドカップでは全日程の中で2度の優勝を果たし、総合でも3位になった。2014年のソチオリンピックでは11位。

## 主な戦績
2008年
- ワールドカップバルドネッキア大会 - 2位
- ワールドカップストーンハム大会 - 3位
- ワールドカップバルマレンコ大会 - 2位

2009年
- スノーボード世界ジュニア選手権長野大会 - 2位
- ウインターデューツアー - 1位

2010年
- ウインターデューツアー - 3位
- バートンニュージーランドオープン - 2位
- ウインターデューツアー - 1位

2011年
- バートンヨーロピアンオープン - 2位
- ウインターデューツアー - 3位
- X-GAMES TIGNES - 3位
- ワールドカップアローザ大会 - 1位
- バートンニュージーランドオープン - 3位
- ワールドカップザースフェー - 1位
- U.S. Snowboarding Grand Prix - 3位

2012年
- バートンカナダオープン - 2位
- スノーボード世界選手権 - 2位
- バートンハイファイブス! - 2位
- ワールドカップカルドローナ大会 - 3位
- ウインターデューツアー - 2位

2013年
- Sprint U.S. Snowboarding Grand Prix - 3位
- ワールドカップコッパーマウンテン大会 - 3位

2014年
- バートンUSオープン - 2位